# Medivation
Medivation a fost o companie biofarmaceutică americană concentrată pe dezvoltarea de terapii inovatoare pentru tratamentul bolilor grave pentru care există opțiuni limitate de tratament. Medivation și-a avut sediul în San Francisco, California, începând operațiunile în decembrie 2004 cu achiziția Medivation Neurology, Inc. Ultimul său CEO a fost David Hung.
Medivation, în colaborare cu Astellas, a dezvoltat enzalutamida pentru diferite stadii ale cancerului de prostată și pentru cancerul de sân. La 31 august 2012, Medivation și Astellas au anunțat că Administrația Alimentelor și Medicamentelor din SUA (FDA) a aprobat capsulele XTANDI (enzalutamida) pentru tratamentul pacienților cu cancer de prostată rezistent la castrație metastatic care au primit anterior docetaxel. XTANDI este un inhibitor al receptorului androgenic, oral, o dată pe zi.
Pfizer a anunțat că va achiziționa compania în august 2016 pentru 14 miliarde de dolari și a finalizat achiziția în octombrie 2016.

## Istoricul companiei
Steve Gorlin și David Hung au fondat Medivation în 2003. După ce a văzut o pacientă de 28 de ani cu cancer la sân decedând în timpul rezidențiatului său în oncologie, David Hung a declarat că trebuie să facă ceva în acest sens.

### 2010 – Acțiune în justiție de clasa
Pe 3 martie 2010, acțiunile Medivation au scăzut cu 27,15 dolari pe acțiune închizând la 13,10 dolari, o scădere de 67% într-o singură zi pe un volum de 45 milioane de acțiuni. Ca răspuns, a fost inițiat un proces de fraudă de securitate class-action lawsuit de către Izard Nobel LLP, acuzând că Medivation a făcut declarații false și înșelătoare privind eficacitatea Dimebon ca tratament pentru boala Alzheimer, înainte de a se dezvă ălui că nu a îndeplinit obiectivele primare și secundare într-un studiu de fază 3 pentru pacienții cu Alzheimer ușor până la moderat.
Avocatul cazului a fost Bernstein Liebhard, iar plângerile principale au fost inițial David Applestein apoi Catoosa Fund, LP. Pe 22 martie 2012, cazul a fost respins cu prejudiciu. Reclamanții au făcut apel la respingerea cazului la Curtea de Apel a celui de-al nouălea circuit. Curtea de Apel a acordat argumentul oral care a avut loc vineri, 17 ianuarie 2014. Pe 7 martie 2014, al nouălea circuit a confirmat respingerea acțiunii de clasă, Catoosa Fund LP v. Medivation, Inc., Nr. 12-15960. Al nouălea circuit a declarat "Cu excepția declarației neconvingătoare și neatribuite pe care Dr. Schneider o relatează în mod indirect, reclamantul nu a pledat pentru niciun fapt care susține o inferență de cunoștință reală de către pârâți. Reclamantul se bazează foarte mult pe inferența că, datorită pozițiilor lor, pârâții trebuie să fi știut despre natura neegalată a studiului. Acea inferență este complet speculativă și nu se ridică la inferența puternică necesară; afirmația reclamantului nu este cel puțin la fel de convingătoare ca orice inferență opusă pe care cineva ar putea-o trage din faptele afirmate."

### 2016
În aprilie, compania a fost legată de un număr de potențiali cumpărători, inclusiv Roche, AstraZeneca, Amgen și Gilead Sciences, și o posibilă ofertă ostilă din partea Sanofi. AstraZeneca a fost raportată să cântărească cu o ofertă de 7 miliarde de lire sterline ($10 miliarde). Pe 29 aprilie, Sanofi a lansat o ofertă de preluare de 9,3 miliarde de dolari care a fost respinsă de consiliul Medivation.
Alți pretendenți au fost Celgene și Genentech, care în final au pierd ut în fața Pfizer.
În august, Pfizer a anunțat că va achiziționa compania pentru 14 miliarde de dolari sau 81,50 dolari pe acțiune, cu o primă de 21% peste prețul de închidere din 19 august; achiziția a fost finalizată pe 28 septembrie 2016.